# 안성민 (1985년)
안성민(安成民, 1985년 11월 3일 ~ )은 대한민국의 축구 선수로서 포지션은 미드필더이다

## 경력
2007년 안성민은 부산 아이파크에서 프로 데뷔를 하였고 2시즌동안 K리그 38경기와 3골을 득점하였다. 그는 또한 K리그 컵 대회에 17경기 출장하였다. 2010년 1월 11일, 안성민은 대구 FC로 이적하였다. 2010 시즌 리그 24경기에 출전하여 2골을 넣었다.
2011년 K리그 승부조작 사건에 연루되어 한국프로축구연맹으로부터 영구제명 처분을 받았다.